# HMG20B
HMG20B‏ (High mobility group 20B) هوَ بروتين يُشَفر بواسطة جين HMG20B في الإنسان.